# John Winter
John Arthur „Jack“ Winter (3. prosince 1924 Perth – 5. prosince 2007 tamtéž) byl australský atlet, olympijský vítěz ve skoku do výšky.
V letech 1947 a 1948 se stal mistrem Austrálie ve skoku do výšky. Na olympiádě v Londýně zvítězil výkonem 198 cm v soutěži výškařů, která se odehrávala v obtížných deštivých podmínkách. Ve stejném roce vytvořil svůj osobní rekord 200 cm.